# Autofellatio
Autofellatio of zelfpijpen is een seksuele handeling waarbij een man zich oraal bevredigt (pijpt); het is eigenlijk een vorm van masturbatie. De vrouwelijke equivalent heet autocunnilingus.

## Variaties

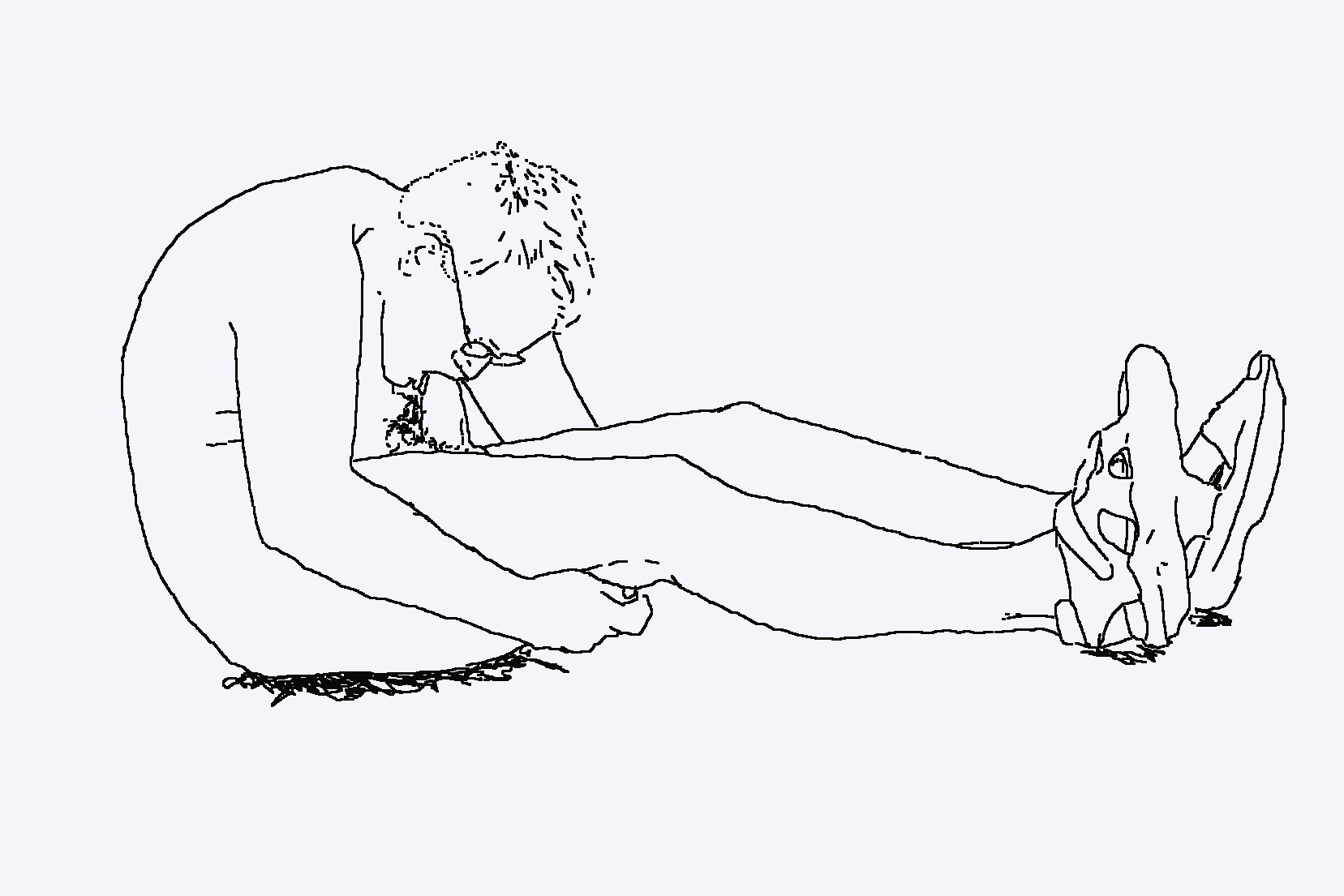
Sterk voorover buigen

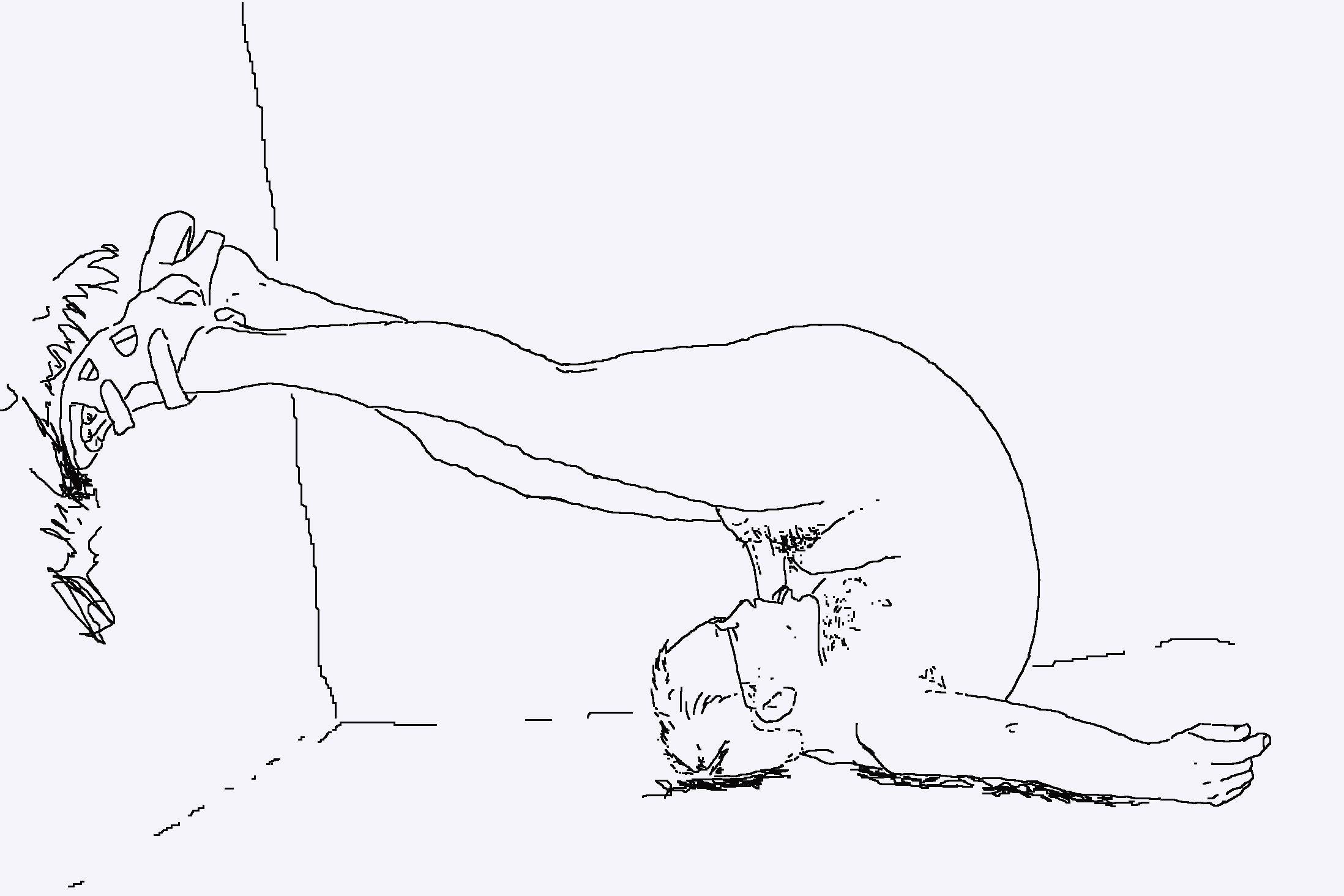
Koprol-positie

Autofellatio is in twee posities mogelijk, door sterk voorover te buigen of door in koprol-positie te gaan liggen. Het vereist de nodige lenigheid, en veel mannen kunnen geen autofellatio uitvoeren, omdat ze simpelweg niet met hun mond hun penis kunnen bereiken.

## Connotaties
Dat een man zichzelf graag zou pijpen hoeft niet te betekenen dat hij homoseksueel is, net zomin als masturbatie duidt op homoseksualiteit. Wie een afschuw heeft van homoseksuele handelingen hoeft nog geen hekel te hebben aan zijn eigen geslachtsdeel.

## De techniek
Als iemand eenmaal in staat is zijn penis te bereiken met de mond zijn er verschillende manieren om autofellatio uit te voeren. Met de tong rondjes draaien rond de eikel of de penis in zijn geheel of gedeeltelijk heen en weer laten gaan in de mond.
Weinig mannen bezitten voldoende flexibiliteit en/of penislengte om de noodzakelijke vooroverbuiging uit te voeren. Hoewel, een vergrote flexibiliteit kan bereikt worden via zwaartekracht-ondersteunde houdingen en fysieke trainingen zoals gymnastiek, (en) contortion of yoga. De Amerikaanse biologen Craig Bartle en Alfred Charles Kinsey stellen dat minder dan 1% van de mannen erin slaagt om oraal contact te maken met hun eigen penis en dat slechts 0,2 tot 0,3 procent erin slaagt om een volledige autofellatio uit te voeren. Voorheen was autofellatio door gedragswetenschappen eerder bezien als een probleem dan als een variatie in seksuele gewoonte.

## Autofellatio in de moderne cultuur
Ofschoon weinig mannen in staat zijn tot autofellatio is het een onderwerp dat tot de verbeelding spreekt, gezien de frequentie waarmee het voorkomt in moderne (speel)films en popmuziek.
- In de film My Super Ex-Girlfriend leest de hoofdpersoon, Matt, een krantenartikel over een superheld in de metro. Hij vraagt zijn beste vriend Vaughn wat hij het liefst zou willen als hij alles kon. Vaughn antwoordt: 'Mijzelf oraal bevredigen'.
- Het televisieprogramma Saturday Night Live bevatte op 18 april 2000 een sketch met gastheer Tobey Maguire als yogaleraar. Een van zijn leerlingen, gespeeld door Will Ferrell, maakt dat de aandacht van de klas niet meer op de leraar gericht is, doordat hij er (na jaren oefening) eindelijk in slaagt zichzelf te pijpen.
- Kevin Smith verwerkte het thema in zijn debuutfilm Clerks., waarin de hoofdpersoon, Dante Hicks zich ertoe laat verleiden toe te geven dat hij het weleens geprobeerd heeft, maar dat hij zijn penis niet kon bereiken.
- Regisseur Larry David gebruikte het onderwerp in zijn film Sour Grapes (1998), waarin een van de acteurs enkele malen autofellationele handelingen verricht.
- In de film Saving Silverman (2001) spreekt de acteur Jack Black over het nemen van yogalessen, vooral om lenig genoeg te worden voor autofellatio. De vriend met wie hij praat gaat het zelf ook proberen, maar wordt op het moment suprême onderbroken door een telefoontje.
- In de parodie Scary Movie 2 is het door David Cross gespeelde personage aan een rolstoel gekluisterd en merkt hij dat iedereen denkt dat hij voortdurend hulp nodig heeft. Cross is gegeneerd als hem een pijpbeurt wordt aangeboden. Hij weigert het aanbod en gaat gedecideerd over tot autofellatio.
- James, een van de hoofdpersonen van de erotische komedie Shortbus gespeeld door Paul Dawson, slaagt erin, geholpen door de zwaartekracht, zichzelf te fellationeren in zijn lounge.
- Chuck Palahniuk zinspeelt in zijn film Invisible Monsters vaak op het idee van autofellatio.
- Op zijn tournee Gag Reflex vroeg de komiek Jimmy Carr altijd aan de mannen in zijn publiek wie er nog nooit autofellatio geprobeerd had. Slechts een enkeling stak dan de hand op. Carr vond dit het favoriete deel van zijn show.
- De manager van Frankie Wilde vertelt in de It's All Gone Pete Tong (2004) aan Frank dat hij droomde over autofellatio.
- In Breaking Out Is Hard to Do, een episode van de animatieserie Family Guy probeert het personage Peter Griffin zichzelf te fellationeren.
- Het liedje Yummy Down On This van de The Bloodhound Gang, dat over fellatio gaat, raakt aan autofellatio in de beginregels "Ouch, it won't reach my mouth/If I could do it myself, I'd probably never leave the house".